# Raphael Bessa
Raphael Sartori Bessa (San Paolo, 6 dicembre 1986) è un ex giocatore di calcio a 5 brasiliano naturalizzato italiano.

## Biografia
È fratello del calciatore Daniel Bessa.

## Carriera

### Club
Nel 2013, dopo sei stagioni consecutive nei campionati italiani, ritorna in patria per giocare con il Coritiba.

### Nazionale
In possesso della cittadinanza italiana, Bessa ha debuttato nella Nazionale italiana il 15 giugno 2009 durante l'amichevole giocata a Kragujevac contro la Serbia terminata sul punteggio di 1-1.

## Palmarès
- Coppa Italia: 1

Asti: 2011-12